# Lima (Perù)
Lima (AFI: /ˈlima/; pronuncia spagnola: [ˈlima]) è la capitale e la città più grande del Perù. Si trova nelle valli dei fiumi Chillón, Rímac e Lurín, nella parte costiera centrale del paese, affacciata sull'Oceano Pacifico. Insieme al porto di Callao, forma un'area urbana contigua nota come area metropolitana di Lima. Con una popolazione di più di 9 milioni di abitanti, Lima è la quinta città più popolosa dell'America Latina dopo San Paolo, Città del Messico, Rio de Janeiro e Buenos Aires.
Lima è stata nominata dai nativi nella regione agricola conosciuta come Limaq. Fu la capitale e la città più importante del Vicereame del Perù. Dopo la guerra d'indipendenza peruviana divenne la capitale della Repubblica del Perù (República del Perú). Circa un terzo della popolazione nazionale vive nell'area metropolitana.
Lima ospita una delle più antiche istituzioni di istruzione superiore nel Nuovo Mondo: l'Università Nazionale di San Marcos, fondata il 12 maggio 1551, durante il Vicereame del Perù, è la prima università ufficialmente istituita e la più antica ininterrottamente funzionante nelle Americhe.
Oggigiorno la città è considerata il centro politico, culturale, finanziario e commerciale del paese. A livello internazionale, è uno dei trenta agglomerati urbani più popolati al mondo. Per la sua importanza geostrategica è stata definita una città "beta".
Giurisdizionalmente, la metropoli si estende per lo più all'interno della provincia di Lima e in una porzione minore, a ovest, all'interno della provincia costituzionale di Callao, dove si trovano il porto marittimo e l'aeroporto Jorge Chávez. Entrambe le province hanno autonomia regionale dal 2002.
Nell'ottobre 2013 è stata scelta per ospitare i Giochi Panamericani del 2019; i giochi si sono svolti in sedi dentro e intorno a Lima e sono stati il più grande evento sportivo mai ospitato dal paese. Ha inoltre ospitato le riunioni APEC del 2008 e 2016, le riunioni annuali del Fondo monetario internazionale e del gruppo della Banca mondiale nell'ottobre 2015, la Conferenza delle Nazioni Unite sui cambiamenti climatici nel dicembre 2014 e il concorso Miss Universo 1982.

## Geografia fisica

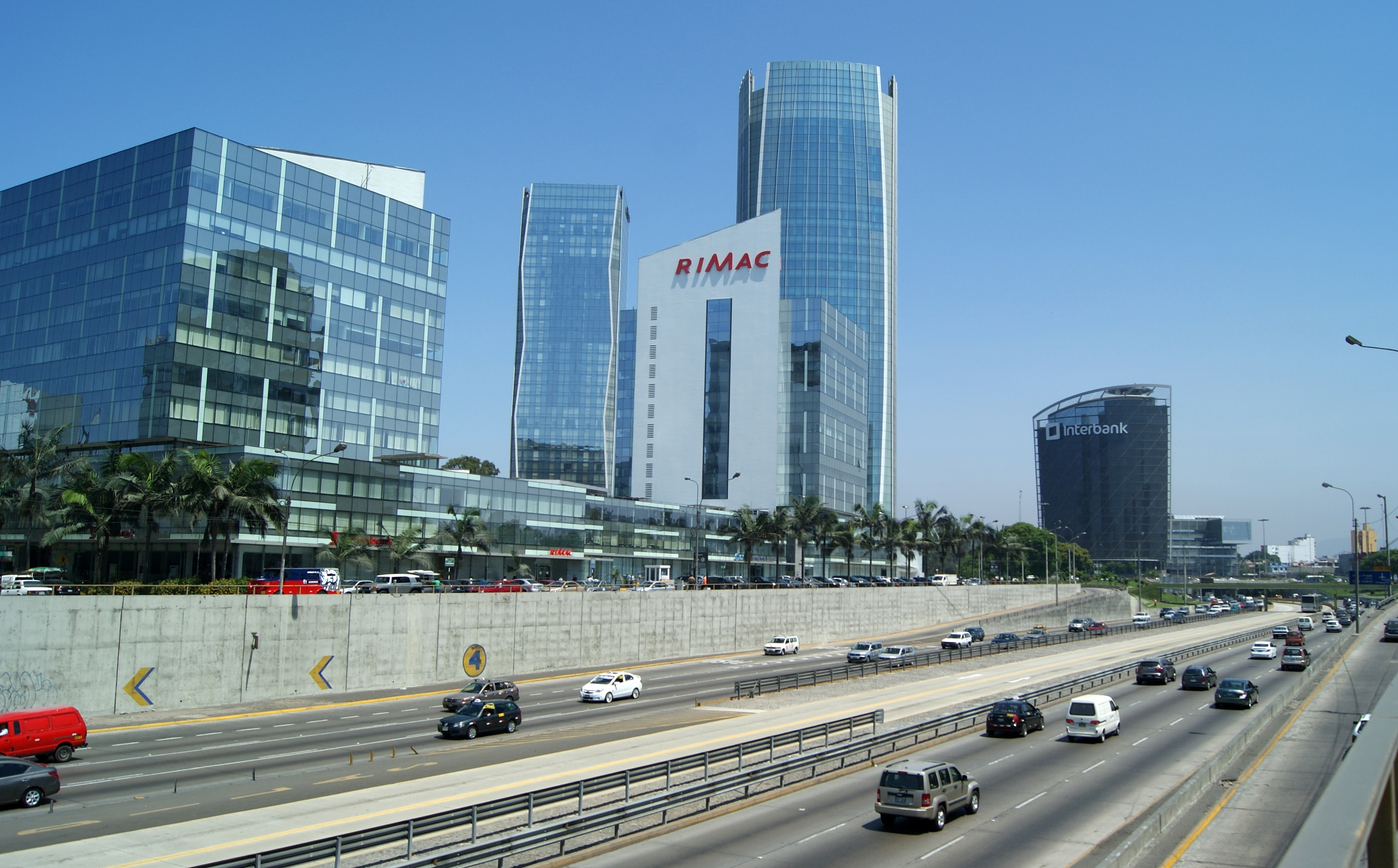
Skyline a Lima

La città è racchiusa dalle valli dei fiumi Chillón, Rímac, Surco e Lurín e occupa una superficie complessiva di 2.664,6 km² a 133 m s.l.m. Poiché arriva a toccare aree desertiche, da alcuni è considerata la più estesa città al mondo costruita su un deserto, sopravanzando anche Il Cairo. Occorre però precisare che in realtà fu fondata in una valle (la valle del fiume Rímac) per poi estendersi fino ad occupare altre aree.

### Litorale

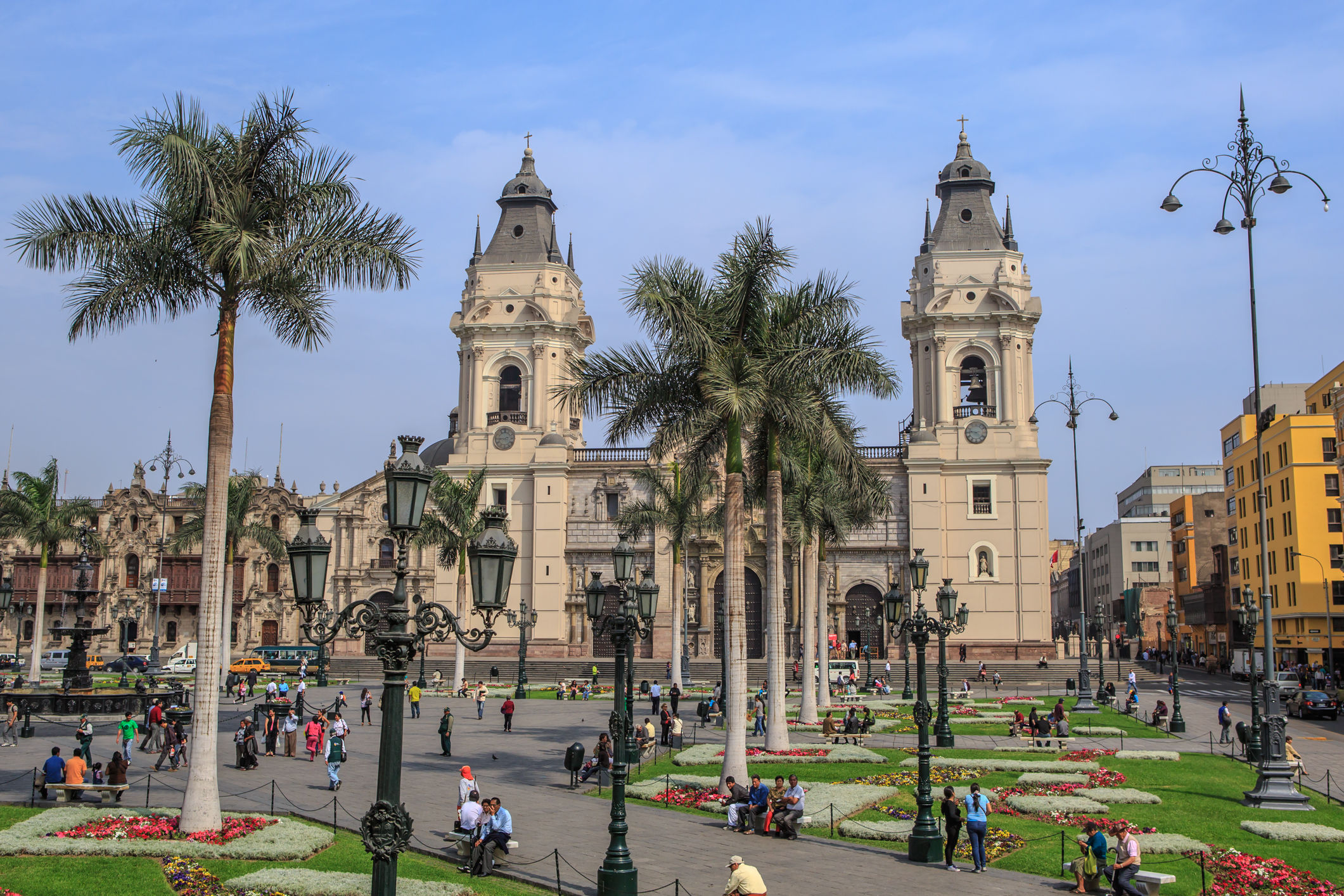
Plaza de Armas o Plaza Mayor a Lima

Si estende dal km 500 della Panamericana Norte presso le alture del distretto di Ancón al confine con la provincia di Huaral fino al km 60 della Panamericana Sur del distretto di Pucusana al confine con la provincia di Cañete. In totale ci sono circa 130 chilometri di spiaggia.

### Clima
Il clima di Lima è abbastanza singolare. A parte l'alto livello di umidità e scarse precipitazioni, sorprendono le sue strane caratteristiche: pur essendo situata quasi al livello del mare in una zona tropicale, a 12 gradi di latitudine sud, la costa centrale del Perù è molto più fredda di come dovrebbe essere dal punto di vista geografico. A causa del freddo presenta inoltre una serie di microclimi atipici.
La combinazione di condizioni climatiche è la seguente: la corrente di Humboldt, proveniente dall'Antartide, lambisce le coste e abbassa la temperatura dell'oceano, che risulta molto più fredda di quella normale per la latitudine. L'acqua fredda si scontra con l'aria sovrastante riscaldata dal sole, generando un'inversione termica che impedisce il fenomeno della convezione, per il quale l'aria più calda e meno densa tende a salire. Insieme alla presenza delle Ande, molto vicine alla città, questo provoca la formazione di una spessa nuvolosità molto bassa (meno di 500 m da terra) che impedisce il passaggio della luce diretta del sole. Questa situazione, inoltre, impedisce la formazione di cumulonembi a sviluppo verticale, e quindi precipitazioni temporalesche. Le precipitazioni sono infatti scarsissime: poco più di 10 mm all'anno, spesso meno, e cadono per lo più sotto forma di leggera pioviggine (conosciuta localmente come garúa o llovizna). È il quantitativo più basso in un'area metropolitana del mondo. Il clima di Lima si può quindi definire arido subtropicale (Köppen BWn), desertico e umido allo stesso tempo.
La temperatura media annuale è di 19 °C. L'estate, da dicembre ad aprile, ha temperature che variano tra i 21 °C e i 28 °C; la temperatura massima annuale di solito non supera i 30 °C; solo in caso del Niño può superare quel valore. D'inverno, da metà giugno a settembre, le temperature variano tra i 12 °C e i 19 °C; 5 °C è la temperatura più bassa registrata storicamente. I mesi primaverili e autunnali (settembre, ottobre e maggio) sono miti, con temperature che variano tra i 17 °C e i 23 °C.
L'umidità relativa è molto elevata, il che causa nebbie da primato, persistenti da giugno fino a dicembre, quando le nubi sono più basse. In estate è soleggiato, caldo e umido, nuvoloso e mite in inverno. Lima ha 1284 ore di sole all'anno: 28,6 ore a luglio e 179,1 ore a gennaio, un valore bassissimo, considerando la latitudine.
| Lima                | Mesi | Mesi | Mesi | Mesi | Mesi | Mesi | Mesi | Mesi | Mesi | Mesi | Mesi | Mesi | Stagioni | Stagioni | Stagioni | Stagioni | Anno |
| Lima                | Gen  | Feb  | Mar  | Apr  | Mag  | Giu  | Lug  | Ago  | Set  | Ott  | Nov  | Dic  | Est      | Aut      | Inv      | Pri      | Anno |
| ------------------- | ---- | ---- | ---- | ---- | ---- | ---- | ---- | ---- | ---- | ---- | ---- | ---- | -------- | -------- | -------- | -------- | ---- |
| T. max. media (°C)  | 25,8 | 26,5 | 26,0 | 24,3 | 21,7 | 19,7 | 18,7 | 18,4 | 18,7 | 19,9 | 21,9 | 23,9 | 25,4     | 24,0     | 18,9     | 20,2     | 22,1 |
| T. min. media (°C)  | 19,1 | 19,4 | 19,2 | 17,6 | 16,1 | 15,3 | 15,0 | 14,6 | 14,6 | 15,2 | 16,4 | 17,7 | 18,7     | 17,6     | 15,0     | 15,4     | 16,7 |
| Precipitazioni (mm) | 0,9  | 0,3  | 4,9  | 0,0  | 0,1  | 0,3  | 0,3  | 0,3  | 5,4  | 0,2  | 0,0  | 0,3  | 1,5      | 5,0      | 0,9      | 5,6      | 13,0 |
| Giorni di pioggia   | 4    | 2    | 3    | 2    | 5    | 11   | 12   | 15   | 13   | 7    | 5    | 3    | 9        | 10       | 38       | 25       | 82   |
| Giorni di nebbia    | 10   | 11   | 14   | 19   | 24   | 22   | 21   | 20   | 18   | 15   | 9    | 8    | 29       | 57       | 63       | 42       | 191  |

## Storia
La città fu fondata da Francisco Pizarro il 18 gennaio del 1535 con il nome di Ciudad de los Reyes (città dei Re), poi prevalse il nome attuale che proviene dalla lingua aymara, (lima-limaq, "fiore giallo") o del quechua (rimaq, "parlatore") per il suo fiume, il Rímac.
Una leggenda racconta che il luogo di fondazione sia stato deciso il 6 gennaio, il giorno della festa dei Re Magi, da cui l'antico nome della città di Los Reyes (termine con il quale in spagnolo vengono indicati i Re Magi). In ogni caso la fondazione formale avvenne 12 giorni dopo, il 18 gennaio.
Nelle prime mappe si riportava indifferentemente il nome "Lima" o "Ciudad de los Reyes".
Nel primo decennio del XXI secolo la sua area metropolitana aveva oltre 8 milioni di abitanti ed era unita a El Callao in un'unica megalopoli.

## Monumenti e luoghi d'interesse

### Centro storico

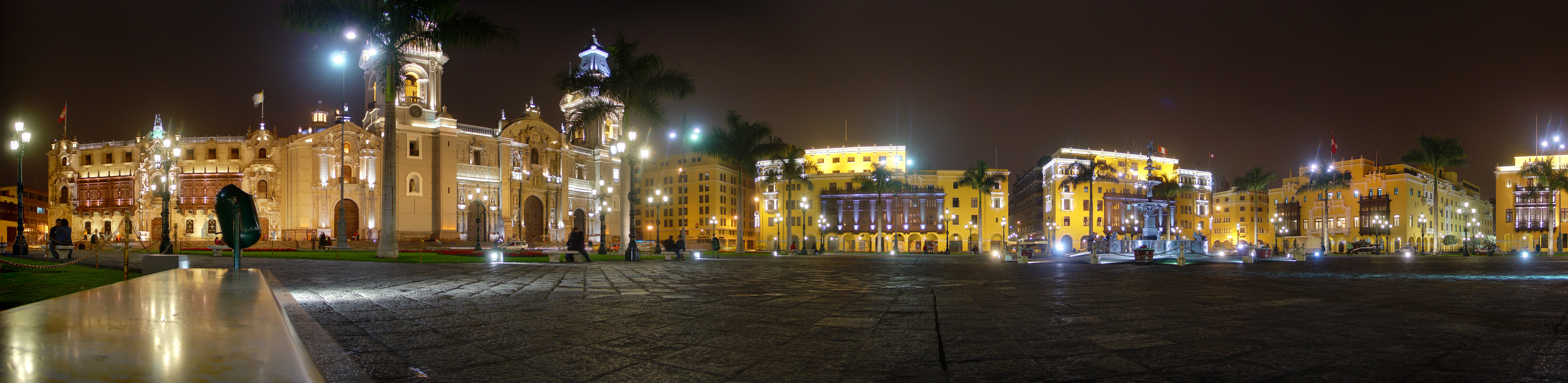
Panorama "Centro storico a Lima"

L'originalità del centro storico ha meritato il conferimento da parte dell'UNESCO del titolo di Patrimonio dell'umanità nel 1988. Famosi sono i suoi "balconi" in legno.

## Società

### Evoluzione demografica
La capitale peruviana ospita circa un terzo della popolazione nazionale. I suoi oltre 9 milioni di abitanti sono essenzialmente il risultato della migrazione dalle campagne degli ultimi decenni, in particolar modo dagli anni sessanta del XX secolo. Oggi è tra le 30 città più popolose al mondo.
La città è multietnica: ospita persone di origine meticcia, europea, indigena ed asiatica.
Abitanti censiti

## Cultura

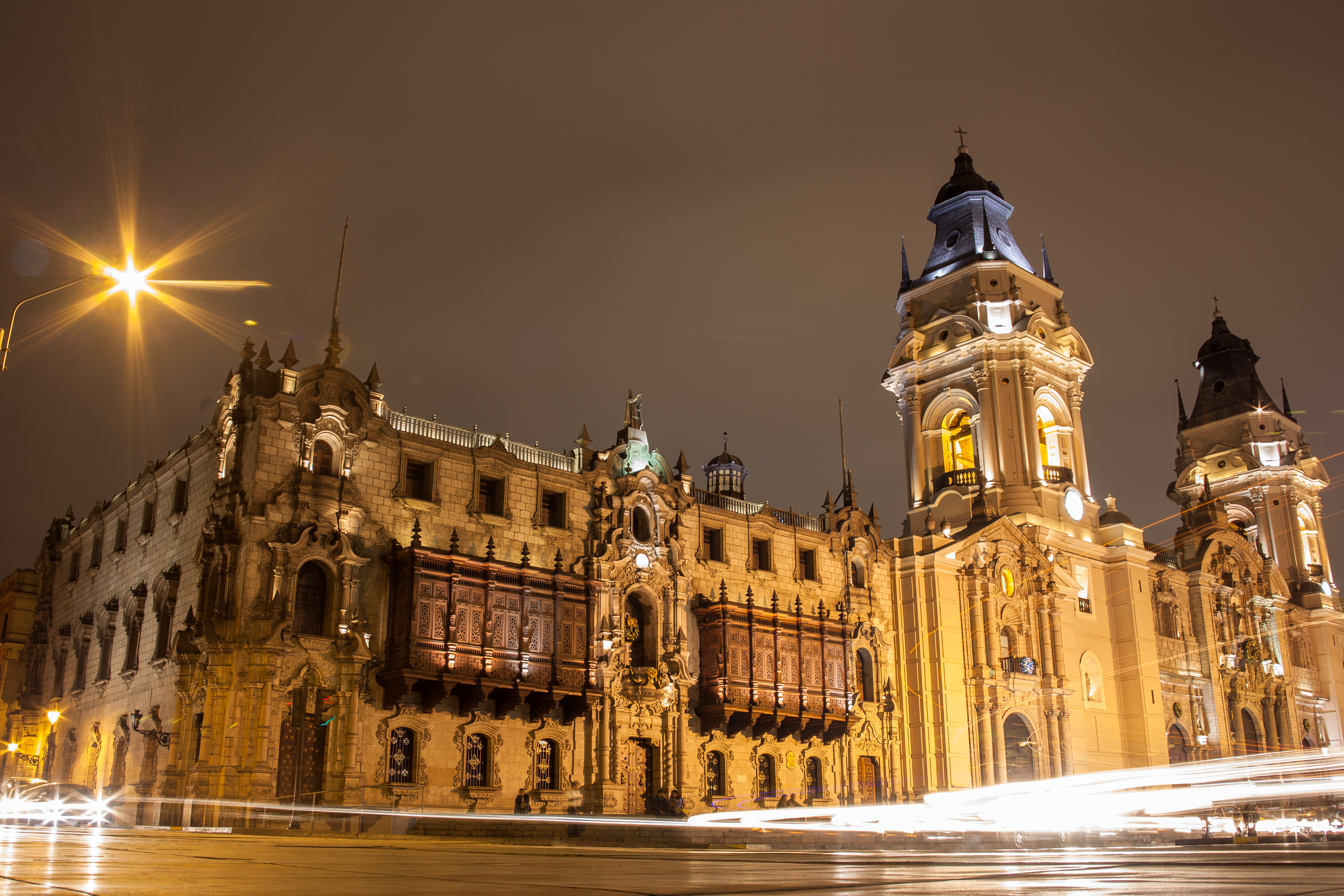
Cattedrale di Lima

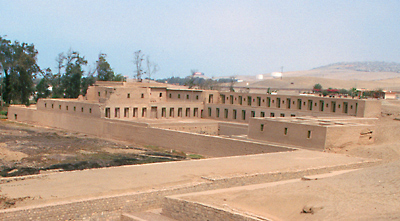
Pachacámac.

### Cucina
La cucina di Lima nasce dalla fusione tra la tradizione gastronomica dell'antico Perù e quella spagnola, in particolare nella sua variante più influenzata dalla presenza morisca nella penisola iberica. A questa fusione si aggiungono le contaminazioni delle tradizioni culinarie portate dagli schiavi provenienti dalle coste atlantiche dell'Africa subsahariana. Successivamente, questo incontro di culture fu arricchito dall'influenza dei cuochi francesi che, fuggiti dalla rivoluzione nel loro paese, si stabilirono in gran numero nella capitale del Perù.

### Istruzione
Le sue 28 università fanno di Lima uno dei principali centri culturali del Perù. Tra queste la Universidad Nacional Mayor de San Marcos, la più antica del continente, fondata il 12 maggio del 1551. Altre università pubbliche rilevanti sono l'Universidad Nacional de Ingeniería, l'Universidad Nacional Federico Villarreal, l'Universidad Nacional Agraria La Molina e l'Universidad Nacional de Educación Enrique Guzmán y Valle.

### Musei
L'importanza culturale di Lima è data anche da una sessantina di musei che forniscono una vasta gamma di attività culturali, sia di forme artistiche peruviane che internazionali. Uno dei musei rappresentativi è la Sala Museo Oro del Perú, che possiede un'importante collezione di oggetti in oro di epoca precolombiana. Tra gli altri:
- Museo nazionale di archeologia, antropologia e storia del Perù
- Museo d'arte di Lima
- Museo d'arte italiana di Lima
- Museo Larco

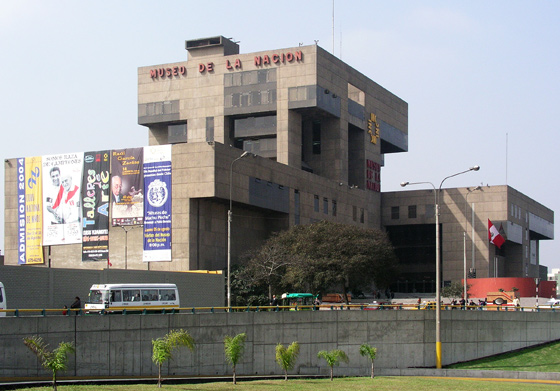
Museo della Nazione

La presenza consecutiva a Lima di 3 grandi tenori leggeri quali Luís Alva, Ernesto Palacio, Juan Diego Flórez ha reso l'opera lirica uno degli orgogli nazionali peruviani. La sede principale delle rappresentazioni operistiche è il Gran Teatro Nacional del Perú, fondato nel 2012.

### Servizi
Molti esercizi pubblici sono aperti 24 ore su 24 e 365 giorni l'anno. Soprattutto nel settore dei servizi (farmacie, supermercati, stazioni di servizio, banche, centri commerciali, ristoranti). Molto diffuso è il recapito a domicilio, disponibile anche per distanze notevoli (ad esempio, nelle spiagge) e per un solo cliente.
Esiste, inoltre, un gran numero di locali notturni (bar, discoteche), per lo più concentrati nei quartieri di divertimento quali Barranco e Miraflores e nelle zone a nord ("La Calle 8" di Comas) e a sud della città.
Il cinema può contare su multisala di ultima generazione, con proiezioni di film che sono in distribuzione allo stesso tempo negli Stati Uniti d'America ed Europa.
La grande offerta di servizi è concentrata soprattutto nei quartieri abitati dalla classe media, per soddisfarne la domanda sempre crescente.

## Geografia antropica
L'area metropolitana di Lima ricopre quasi interamente la Provincia di Lima, ed è divisa in quattro subregioni, composte da 43 distretti e la cui estensione arriva a 33.820 km².

### Subregioni e distretti
- Lima Centro comprende il distretto di Lima, chiamato anche Cercado de Lima, e i distretti di Barranco, Breña, Jesús María, La Molina, La Victoria, Lince, Magdalena del Mar, Miraflores, Pueblo Libre, San Borja, San Isidro, San Luis, San Miguel, Rímac, Santiago de Surco e Surquillo.
- Lima Est, conosciuta anche come Cono Este, comprende i distretti di: Ate, Chaclacayo, Cieneguilla, El Agustino, Lurigancho-Chosica, San Juan de Lurigancho e Santa Anita.
- Lima Nord, conosciuta anche come Cono Norte, comprende i distretti di Ancón, Carabayllo, Comas, Independencia, Los Olivos, Puente Piedra, San Martín de Porres e Santa Rosa.
- Lima Sud, conosciuta anche come Cono Sur, comprende i distretti di: Chorrillos, Lurín, Pachacámac, Pucusana, Punta Hermosa, Punta Negra, San Bartolo, San Juan de Miraflores, Santa María del Mar, Villa el Salvador e Villa María del Triunfo.

## Economia
La capitale peruviana concentra più del 75% della produzione industriale ed è il centro finanziario del paese. Le principali attività sono l'industria, il commercio ed il turismo.

## Infrastrutture e trasporti
Il trasporto pubblico è in continua evoluzione.
El Metropolitano è un sistema di autobus articolati che attraversano la capitale per 26 km, hanno 38 stazioni e trasportano da nord a sud più di 700 000 limeñi al giorno. Negli ultimi anni, per mancanza di organizzazione di mezzi pubblici, in tutta la città si sono formate 684 rotte gestite da 308 imprese private che offrono un servizio di microbus a prezzi convenienti.
Dal 2011 è attiva la prima linea della metropolitana (la costruzione era iniziata nel 1995 ma poi si era fermata). Percorre la città da sud-est a nord-est e ogni giorno il numero di pendolari aumenta. Nel 2014 sono partiti i lavori per la costruzione della linea 2 insieme a una diramazione della linea 4 che collegherà il futuro sistema di metropolitana all'aeroporto internazionale Jorge Chávez.
Il lungo litorale è servito da strade che si diramano dalla Panamericana, permettendo di raggiungere le spiagge in pochi minuti.
La città è inoltre servita dall'Aeroporto Internazionale Jorge Chávez.

## Politica

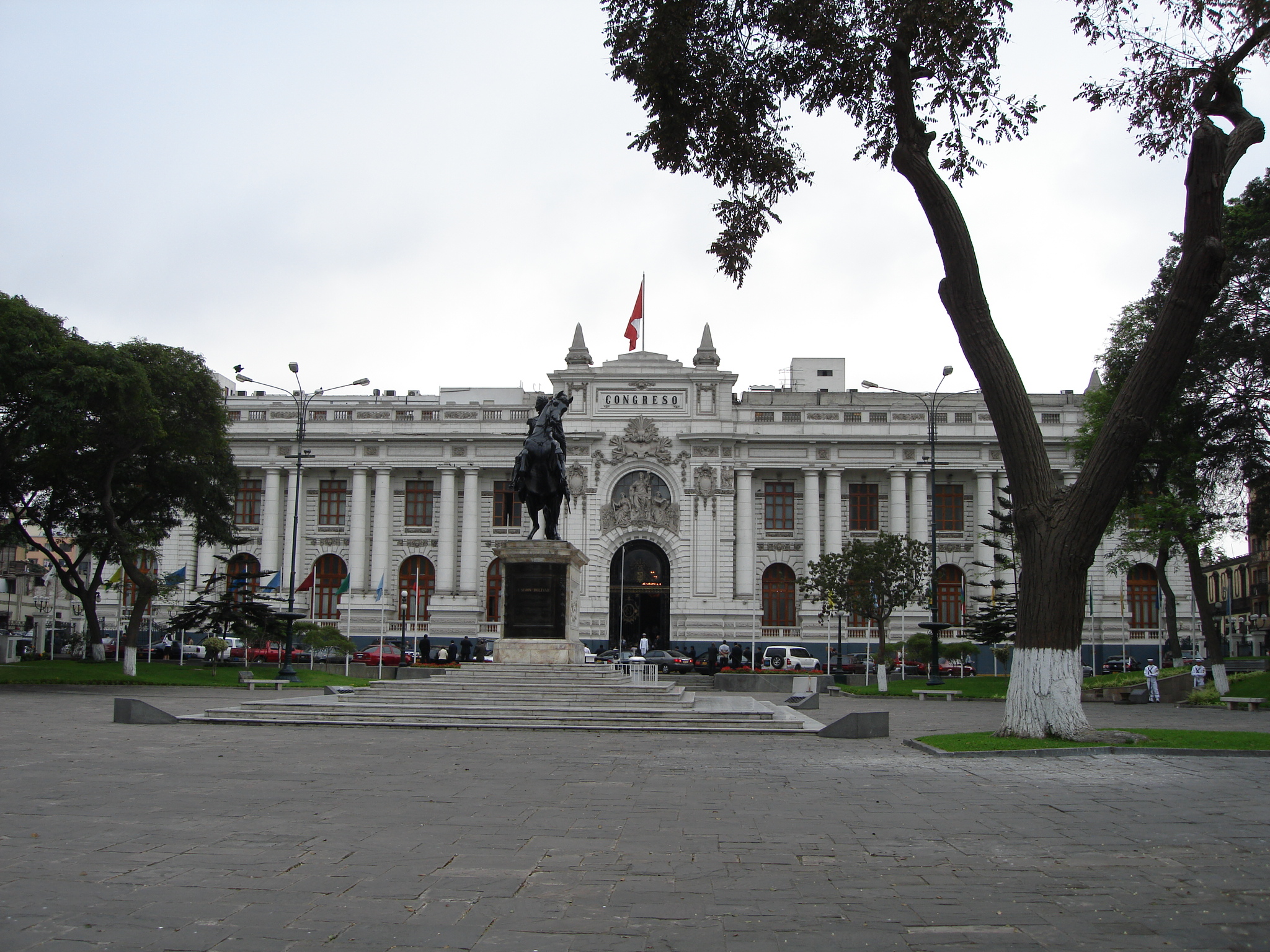
Il Palazzo del Congresso della Repubblica

Lima è la capitale del Perù. È sede del Palazzo del Governo, del Congresso della Repubblica e della Corte Suprema di Giustizia del Perù. È anche sede della Segreteria generale della Comunità andina.

### Amministrazione
La provincia di Lima non fa parte di nessuna regione amministrativa del Perù e ha per capitale il distretto di Cercado de Lima.
(Articolo 65 della Legge 27867 dei Governi Regionali emanata il 16 novembre del 2002)
| Periodo         | Periodo          | Primo cittadino     | Partito                  | Carica  | Note |
| --------------- | ---------------- | ------------------- | ------------------------ | ------- | ---- |
| 1º gennaio 1984 | 31 dicembre 1986 | Alfonso Barrantes   | Izquierda Unida          | Sindaco |      |
| 1º gennaio 1990 | 31 dicembre 1996 | Ricardo Belmont     | Obras                    | Sindaco |      |
| 1º gennaio 1997 | 31 dicembre 2002 | Alberto Andrade     | Partito Democratico (SP) | Sindaco |      |
| 1º gennaio 2003 | 31 dicembre 2010 | Luis Castañeda      | Solidaridad Nacional     | Sindaco |      |
| 2 gennaio 2011  | 31 dicembre 2014 | Susana Villarán     | Forza Sociale            | Sindaco |      |
| 1º gennaio 2015 | 31 dicembre 2018 | Luis Castañeda      | Solidaridad Nacional     | Sindaco |      |
| 1º gennaio 2019 | 4 maggio 2022    | Jorge Muñoz         | Acción Popular           | Sindaco |      |
| 5 maggio 2022   | 31 dicembre 2023 | Miguel Angel Sotelo | Acción Popular           | Sindaco |      |
| 1º gennaio 2023 | In carica        | Rafael López Aliaga | Renovación Popular       | Sindaco |      |

Nel 28 gennaio 2025 Darren Jason Watkins Jr., noto con lo pseudonimo IShowSpeed, è stato nominato sindaco onorario della città per un'ora e ambasciatore della capitale peruviana dal primo cittadino in carica, Rafael López Aliaga.

### Gemellaggi
Lima è gemellata con:
- Pescara[7]
- Bordeaux, dal 1957
- Miami, dal 1977
- Parigi, dal 1999
- Pechino, dal 1983[8]
- Napoli, dal 2008
- Cleveland
- Austin, dal 1981

Il 12 ottobre 1982 la città di Lima ha aderito all'Unione delle Capitali Latinoamericane (Unión de Ciudades Capitales Iberoamericanas - UCCI), firmando una dichiarazione di gemellaggio multiplo e di solidarietà di tutte le capitali dell'America Latina. Appartiene anche alla rete Mercociudades (associazione di città dell'area Mercosur).

## Sport
Lo sport principale praticato nella capitale è il calcio, come nel resto del paese. A metà del XIX secolo in Perù sorsero le prime squadre di calcio. Più tardi, nel 1912, formarono la Liga Peruana de Fútbol, che all'inizio comprendeva solo squadre di Lima. Ora sono cinque le squadre della capitale militanti nel massimo campionato peruviano: Alianza Lima, Deportivo Municipal, Sporting Cristal, Universidad de San Martin de Porres e Universitario de Deportes.
L'Alianza Lima, lo Sporting Cristal e l'Universitario de Deportes sono considerate le tre squadre più importanti del paese (Los tres grandes del fútbol peruano). Questi club si giocano tradizionalmente il superclásico peruviano (ALianza e Universitario) e il clásico moderno, incontri particolarmente sentiti dalle tifoserie opposte.
Altri sport meno praticati sono atletica leggera, pallavolo, badminton, ciclismo, equitazione, golf, karate, calcio a 5, rugby, squash, surf, tennis, ping pong e vela.

### Impianti sportivi
L'Estadio Nacional del Perú è il più rappresentativo impianto di Lima per il calcio. Inaugurato nel 1952, ha una capacità massima di 55.000 spettatori. Altri stadi importanti sono l'Estadio Monumental "U" (80.000 spettatori), l'Estadio Municipal de Chorrillos, l'Estadio de la Universidad Nacional Mayor de San Marcos e l'Estadio Alberto Gallardo.